# 維克斯-考登勞爾特水陸兩棲輕戰車
維克斯-卡登-羅伊德水陸兩棲輕戰車（Vickers-Carden-Loyd Light Amphibious Tank），是英國在第二次世界大戰前發展的實驗性輕戰車。在英國有兩種指定的型號A4E11和A4E12，英國本身並沒有使用此型戰車，而是出售給國外。用戶包括中國、泰國、荷屬東印度及蘇聯。蘇聯在A4E12的基礎上，仿制成T-33水陸輕戰車，再自行生產成T-37水陸輕戰車。

## 在中国服役历史
在中國，它被稱為「浮游戰車」，因為這是一種可水陸兩棲使用的輕戰車。1933年，广东省政府率先向维克斯公司购买了12辆维克斯-卡登·羅伊德两栖坦克, 裝備其第八路軍戰車隊。1934年南京国民政府似乎認為江南地區水道縱橫，因此引入17辆浮游戰車。它們被編制在由交通兵第二團轄之戰車隊擴編而來的戰車營第二連，又被稱為龍連，因為所有該型戰車除了獨特的四色實邊迷彩花紋外，還有在砲塔左側繪有紅框圈內寫一白色“龍”字。全中国一共买了29辆该两栖坦克。在抗战中，这款两栖坦克在江南密布的水系中发挥了不少作用，有效迟滞了日军的进攻势头，一部分该型坦克一直服役到二次内战时期。
在中國的評價並不高，因為這是一種輕裝甲，僅有一挺機槍的搜索戰車，攻堅能力弱，裝甲差，正面150m，側面250m，即可被鋼芯穿甲彈擊穿。但速度不錯，可水陸兩用是最大優點，可下任何流速低於其水上速度的河川溝渠。國民政府給的數據為陸上速度64km/h，水上速度為9.7km/h。